# 芒市人民医院
24°26′38″N 98°34′47″E / 24.44375°N 98.57968°E
芒市人民医院，加挂德宏州人民医院芒市分院牌子，是中华人民共和国云南省德宏傣族景颇族自治州芒市的一所公立医院，为二级甲等综合医院。芒市人民医院是上海市第一人民医院的沪滇对口支援医院。

## 历史
1972年，原潞西民族医院改为德宏州民族医院，1975年，云南省政府批准筹建新的潞西县医院:390。1979年10月，潞西县人民医院成立。1998年被评定为“二级乙等医院”:197，2015年升格“二级甲等医院”。2018年，芒市人民医院与德宏州人民医院建设紧密型医联体，芒市人民医院加挂“德宏州人民医院芒市分院”牌子。